# Théophile Tellier

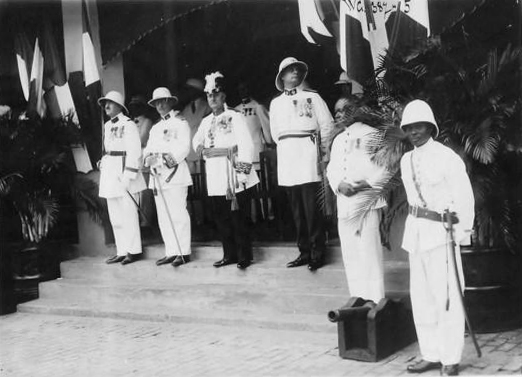
Théophile Tellier (dritter von links) auf einer Fotografie von 1931

Théophile Tellier (* 3. September 1872 in Boulogne-sur-Seine; † 25. August 1955 in Paris; vollständiger Name: Théophile Antoine Pascal Tellier) war ein französischer Kolonialbeamter. Er war Gouverneur von Senegal, Guadeloupe, Dahomey und Niger.

## Leben
Der Offizierssohn Théophile Tellier diente von 1890 bis 1893 als Freiwilliger im 10. Jägerregiment der französischen Armee. 1896 begann er in der Elfenbeinküste seine Laufbahn bei der französischen Kolonialverwaltung. In den ersten Jahren nahm er an mehreren Erkundungsmissionen teil und beteiligte sich an der Herstellung topografischer Karten der Kolonie. Tellier wurde 1901 zum Kreiskommandanten von Indénié ernannt. 1907 wurde er Generalsekretär der Elfenbeinküste und 1909 Kabinettschef des Generalgouverneurs von Französisch-Westafrika. Er übernahm von 1920 bis 1921 interimsmäßig von Fernand Levêque das Amt des Gouverneurs von Senegal. 1928 wurde Tellier zum Gouverneur von Guadeloupe ernannt. Der für ihn in der Hauptstadt Basse-Terre nach einem schweren Sturm neu erbaute Gouverneurspalast steht heute unter Denkmalschutz. Tellier kehrte 1931 nach Afrika zurück, wo er zunächst bis 1932 als Gouverneur von Dahomey und anschließend – in der Nachfolge Louis Blachers – bis 1933 als Gouverneur von Niger tätig war.

## Ehrungen
- Offizier des Ordens vom Schwarzen Stern (1903)
- Offizier des Ordens Nichan el-Anouar (1904)
- Ritter des Ordre du Mérite agricole (1906)
- Offizier des Nischan-el-Iftikhar-Ordens (1907)
- Ritter des Ordens des Sterns von Anjouan (1908)
- Ritter (1910), Offizier (1925) und Kommandeur (1931) der Ehrenlegion